# Griseries
Pour plus de détails, voir Fiche technique et Distribution.
Griseries (I Dream Too Much) est un film américain réalisé par John Cromwell, sorti en 1935.

## Synopsis
Annette Monard Street est une chanteuse en herbe, qui tombe amoureuse et épouse Jonathan Street, un jeune compositeur en difficulté. Celui-ci la pousse dans une carrière de chanteuse, et elle devient rapidement une star. Pendant ce temps, son époux est incapable de vendre sa musique et il se retrouve jaloux du succès de sa femme.
Préoccupée par leur relation, Annette use de son influence pour faire de l'œuvre de son mari une comédie musicale. Une fois qu'elle y parvient, elle se retire ensuite de la vie publique afin d'élever une famille.

## Fiche technique
- Titre original : I Dream Too Much
- Titre français : Griseries
- Réalisation : John Cromwell
- Scénario : Elsie Finn, David G. Wittels, Edmund H. North et James Gow
- Photographie : David Abel
- Société de production : RKO Pictures
- Pays d'origine : États-Unis
- Format : Noir et blanc - 1,37:1 - Mono
- Genre : comédie romantique
- Date de sortie : 1935

## Distribution
- Lily Pons : Annette Monard
- Henry Fonda : Johnny Street
- Eric Blore : Roger Briggs
- Osgood Perkins : Paul Darcy
- Lucien Littlefield : Hubert Dilley
- Lucille Ball : Gwendolyn Dilley
- Mischa Auer : le pianiste
- Paul Porcasi : Oncle Tito
- Scotty Beckett : Garçon sur le manège